# Razavi Horasan
Razavi Horasan (perz. خراسان رضوی; Horāsān-e Razavi, punim imenom استان خراسان رضوی; Ostān-e Horāsān-e Razavi) jedna je od 31 iranske pokrajine. Smještena je na sjeveroistoku zemlje, a omeđena je Južnim Horasanom i Jazdskom pokrajinom na jugu, Semnanskom pokrajinom na zapadu, Sjevernim Horasanom na sjeverozapadu, te Turkmenistanom na sjeveru i Afganistanom na istoku. Razavi Horasan ima površinu od 118.854 km², a prema popisu stanovništva iz 2006. godine u pokrajini je živjelo 5.593.079 stanovnika. Sjedište pokrajine je velegrad Mašhad.

## Upravna podjela
Pokrajina Razavi Horasan službeno je nastala 2004. godine podjelom stare pokrajine Horasan na Južni i Sjeverni Horasan koji su imenovani prema stranama svijeta, odnosno sam Razavi Horasan koji je nazvan prema šijitskom imamu Rezi. Glavni grad pokrajine Mašhad drugi je najveći grad u Iranu, a status pokrajinskog sjedišta imao je i prije podjele stare pokrajine. Razavi Horasan prvotno je bio podjeljen na 19 okruga i 62 općine u kojima je bilo ukupno 221 naselja (66 gradova i 155 seoskih aglomeracija), no 2007. godine tri okruga (Bošruja, Firdus i Sarajan) pridodana su Južnom Horasanu, a sam broj okruga je 2013. godine porastao na 28:
| Br. | Okrug                      | Površina   | Stanovništvo |
| --- | -------------------------- | ---------- | ------------ |
| 1.  | Mašhadski okrug            | 9445 km²   | 2.817.341    |
| 2.  | Sarahški okrug             | 5472 km²   | 87.442       |
| 3.  | Torbat-e Džamski okrug     | 8166 km²   | 24.445       |
| 4.  | Tajbadski okrug            | 4756 km²   | 127.679      |
| 5.  | Hvafski okrug              | 9797 km²   | 110.378      |
| 6.  | Gonabadski okrug           | 10.287 km² | 110.135      |
| 7.  | Badžestanski okrug         | 4815 km²   | 30.342       |
| 8.  | Bardaskanski okrug         | 7664 km²   | 65.393       |
| 9.  | Sabzevarski okrug          | 12.429 km² | 319.893      |
| 10. | Džogatajski okrug          | 1692 km²   | 46.782       |
| 11. | Džovajinski okrug          | 1721 km²   | 50.134       |
| 12. | Turkapsko-šandiški okrug   | 1005 km²   | 51.009       |
| 13. | Firuški okrug              | 1605 km²   | 45.166       |
| 14. | Kučanski okrug             | 3810 km²   | 153.463      |
| 15. | Dargaški okrug             | 3957 km²   | 73.603       |
| 16. | Kalatski okrug             | 3276 km²   | 40.667       |
| 17. | Čenaranski okrug           | 3350 km²   | 93.708       |
| 18. | Nišapurski okrug           | 8836 km²   | 411.235      |
| 19. | Halilabadski okrug         | 1137 km²   | 45.008       |
| 20. | Kašmarski okrug            | 3350 km²   | 149.000      |
| 21. | Torbat-e Hejdarijski okrug | 6319 km²   | 243.051      |
| 22. | Mahvelatski okrug          | 3061 km²   | 45.205       |
| 23. | Rašthvarski okrug          | 4360 km²   | 55.269       |
| 24. | Baharški okrug             | n. d.      | 53.528       |
| 25. | Zavski okrug               | 2437 km²   | 67.000       |
| 26. | Farimanski okrug           | 3325 km²   | 77.555       |
| 27. | Davarzanski okrug          | 2461 km²   | 30.000       |
| 28. | Hošapski okrug             | 1886 km²   | 37.914       |

## Zemljopis
Razavi Horasan zauzima približno 7,8% ukupne površine Irana i peta je najveća pokrajina u zemlji (nakon Sistana i Beludžistana, Kermanske pokrajine, Farsa i Jazdske pokrajine). Razavi Horasan ima važan strateški položaj s obzirom na to da se u širem smislu nalazi na granici središnje i južne Azije, odnosno u užem smislu predstavlja političku tromeđu Irana, Afganistana i Turkmenistana. Zahvaljujući tim zemljopisnim čimbenicima šira regija Horasana bila je važnom stanicom na Putu svile koji je spajao Daleki Istok sa Zapadnim svijetom.
Reljef pokrajine okvirno se može podijeliti na planinski sjever s plodnim dolinama, te ravničarske krajeve na jugu pogodne za poljoprivredu i stočarstvo. Dijelove sjevernih područja također karakteriziraju suptropske stepe, dok se na jugu nalaze i polupustinje kao i istočni ogranci Dašt-e Kavira („Velike slane pustinje”). Najveći gradovi pokrajine poput Mašhada, Nišapura, Sabzevara i Farimana smješteni su na sjeveru Razavi Horasana. Najviša točka pokrajine je vrh planine Binalud (3211 m), a najnižom se smatra nizinsko područje na sjeveru okruga Sarahs odnosno iransko-turkmenistanskoj granici (oko 300 m n. m.).
Značajnije planine u Razavi Horasanu su Kopet-Dag, Binalud, Džagataj i Hizarmasdžid. Kopet-Dag na krajnjem sjeveru nastavak je planinskog masiva Alborz koji se u smjeru sjeverozapad-jugoistok proteže većim dijelom sjevernog Irana sve do zapadnog Afganistana. Između Nišapura i Mašhada smještena je Binalud, najviša planina u pokrajini na njoj se nalaze tri vrha iznad 3000 m: Širbad, Flisk i Kvačgir. Susjedna plaina Binaludu je Hizarmasdžid („Tisuću džamija”) koji je poznat po raznolikosti biljnih i životinjskih vrsta. Planina Džagataj nalazi se na sjeverozapadu pokrajine, a nazvana je prema Džagataj-kanu, sinu mongolskog osvajača Džingis-kana. Položaj ovih planina značajno utječe na klimu i snabdijevanje lokalnih vodotoka, odnosno poljoprivredu i vodoopskrbu o kojima ovisi stanovništvo pokrajine. Najveće rijeke u Razavi Horasanu su Atrak na sjeverozapadu koji izvire u okolici Kučana, te Harirud koji dijelom tvori prirodnu državnu granicu s Afganistanom.
- Zeleni krajolik u okolici Mašhada
- Pulupustinjski krajolik južno od Mašhada
- Vodopad od 40 m u blizini sela Ahlamad podno Binaluda
- Binalud (3211 m), najviša planina u pokrajini

### Klima
Razavi Horasan smješten je u sjevernom umjerenom pojasu i ima promjenjivu klimu. Zbog zemljopisnih i reljefnih čimbenika temperatura raste od sjevera prema jugu, dok istovremeno opada količina oborina. Primjerice, na planinskim područjima Kopet-Daga, Binaluda, Džagataja i Hizarmasdžida količina oborina kreće se između 500 i 700 mm odnosno između 300 i 400 mm u okolnim gradovima niže nadmorske visine, dok u suhim područjima na jugu pokrajine opada ispod 150 mm.
Pokrajina se okvirno može podijeliti na četiri klimatske zone:
- Hladna planinska klima - karakteristična je za područja visoke nadmorske visine, npr. planine Kopet-Dag, Binalud, Džagataj i Hizarmasdžid.
- Umjerena kontinentalna klima - podrazumijeva gradove i okolice prosječne nadmorske visine u sjevernom dijelu pokrajine, npr. Bodžnord, Kučan, Širvan, Mašhad, itd.
- Polusuha umjerena klima - nalazimo je u ravničarskim dijelovima u središtu pokrajine, npr. gradovi Birdžand, Gonabad, itd.
- Vruća suha klima - obuhvaća isključivo južna i jugoistočna područja odnosno približno polovicu pokrajine.

### Flora i fauna
Zahvaljujući raznolikoj klimi odnosno zemljopisnim čimbenicima kao i snijegu s planina koji otapanjem stvara veći broj relativno kratkih rijeka, Razavi Horasana stanište je velikog ima biljnih i životinjskih vrsta. Među potonjima vrijedi izdvojiti divlje ovce, magarce i mačke, zatim euroazijske risove, gazele, jelene, baktrijske deve, crvene lisice, hijene, vukove, ždralove, sadže, te na desetke raznih ptičjih vrsta. Pokrajina se izdvaja kao značajno stanište za dvije ugrožene vrste velikih mačaka: perzijskog leoparda (Panthera pardus saxicolor) čiji rod ima svega par stotina jedinki, odnosno azijskog geparda (Acinonyx jubatus venaticus) kojih ima svega nekoliko desetaka. Do početka 20. stoljeća u pokrajini su obitavali i azijski lavovi na jugu odnosno kaspijski tigrovi na sjeveru, a 2000-ih pokrenuti su vladini programi kako bi se dvije vrste ponovo naselile u matičnim staništima. Od biljnih vrsta ističu se šume pistacije odnosno polja šafrana koji čine značajan doprinos gospodarstvu pokrajine. Također, u pokrajini uspijevaju i pšenica, riža, bademi, datulje, jabuke, grožđe, itd.

### Nacionalni parkovi
U Razavi Horasanu nalazi se jedan iranski nacionalni park (Tandura) i još deset zaštićenih produčja koji obuhvaćaju ukupno područje od 418.619 hektara. Nacionalni park Tandura proglašen je 1975. godine, a nalazi se u blizini grada Dargaza na krajnjem sjeveru pokrajine odnosno uz granicu sa Sjevernim Horasanom i Turkmenistanom. Prostire se na 35.658 hektara, dok je dodatnih 23.000 hektara na sjeverozapadu proglašeno parkom prirode. NP Tandura važan je iz povijesne perspektive jer se radi o spojnici Dargaza i Kučana, a osim izvanredne prirodne u njemu se nalaze i starovjekovne citadele poput Radžabi Gale odnosno grobnica kao što su Čihilmir ili Babanistan. Kroz NP Tanduru protječu rijeke Harirud, Kašaf i Darungar, najviši planinski vrh je Ganbar Ali (2586 m) na jugu, a najniža područja su na sjeveru (oko 900 m n. v.). Na širem području nacionalnog parka postoji oko 60 biljnih porodica odnosno 373 vrsta.
Među ostalim zaštićenim područjima vrijedi izdvojiti parkove Hajdari, Hizarmasdžid i Miandašt. Park Hajdari smješten je oko 70 km sjeverozapadno od Nišapura, a nazvan je prema istoimenom selu koje se nalazi unutar njegovih granica. Zaštićenim područjem proglašen je 2002. godine, a prostire se na 46.350 hektara. Karakterističan je prema velikom broju jedinki divljih koza odnosno vrsta planinskih ptica, a prema statističkom istraživanju iz 2007. godine u Hajdariju obitavalo je više životinjskih vrsta nego u NP Tanduri. Krajolik NP Hajdarija obuhvaća i 23 izvora odnosno šest manjih rijeka. Park Miandašt smješten je na sjeverozapadu uz granicu sa susjednom pokrajinom Sjeverni Horasan i stanište je geparda, vukova, divljih koza i magaraca, gazela, ždralova, sadža, itd. Park Hizarmasdžid obuhvaća zaštićeno područje uz istoimenu planinu.

## Povijest
Najstariji materijalni dokazi o prisutnosti ljudskog života u Razavi Horasanu pa čak i cijeloj zapadnoj Euroaziji pronađeni su u dolini rijeke Kašafrud nedaleko od Mašhada: kameno oruđe, oštrice i druge rukotvorine datiraju se u starije kameno doba odnosno prije 800.000 do milijun godina. Nalazišta iz iste prapovijesne epohe postoje i u vidu niza špilja diljem Razavi i Južnog Horasana čiji se tragovi datiraju 50 do 60 tisuća godina pr. Kr. Jedno od neolitičkih nalazišta je brežuljak Jasin Tepe koji se nalazi u okolici grada Dargaza, a u istu epohu datiraju se i prapovijesna nalazišta kod Kučana.
Najvažniji događaj u povijesni pokrajine jest masovna seoba iranskih naroda iz središnje Azije prema jugu u drugoj polovici 2. tisućljeća pr. Kr. s obzirom na to da ta etnička porodica i dan danas čini većinu stanovništva pokrajine odnosno šire regije. Navedeni događaji opisani su u zoroastrijskoj zbirci Aveste odnosno legendama iz Firdusijeve „Šahname”, a brojni povjesničari smatraju da je na širem području Horasana živio i sam Zarathuštra. U starom vijeku u regiji je bio rasprostranjen avestički jezik, a njen teritorij približno se podudara s drevnom Partijom, satrapijom ahemenidskog i sasanidskog Perzijskog Carstva.
Regija Horasan je od najranije povijesti bila poprištem brojnih oružanih okršaja. Još u starom vijeku vođene su žestoke borbe između iranskih dinastija Medijaca, Ahemenida, Parta i Sasanida protiv skitskih odnosno kasnije i turkijskih plemena, dok je u srednjem vijeku predstavljao i „vrata” prema jugozapadnoj Aziji brojnim ratničkim nomadima iz središnje Azije kao što su bili Seldžuci i Mongoli. Drevni zemljopisci dijelili su Veliki Iran na osam regija među kojima je Horasan bio teritorijalno najveći. Tijekom vladavine islamskog abasidskog kalifata regija Horasan bila je podjeljena na četiri dijela prema pripadajućim najvećim gradovima Heratu, Marvu, Balhu i Nišapuru koji se nalazi u današnjem Razavi Horasanu. Dvostoljetnu arapsku dominaciju u Horasanu prekida iranska dinastija Tahirida, a nakon njih vladaju iranski Safaridi i Samanidi. Usponom Gaznavida krajem 10. stoljeća započinje razdoblje turijsko-iranskih dinastija među koje se ubrajaju Seldžuci i Horezmijci. Tijekom 13. i 14. stoljeća regijom haraju agresivne mongolske horde Džingis-kana i Timura koje su opustošile brojne iranske gradove, a ponovno nacionalno ujedinjenje nastupa 1500. godine usponom Safavida. Iduća četiri stoljeća Horasan će prvo obilježiti ratovi između iranskih dinastija Safavida i Afšarida protiv Uzbeka, a zatim i obračuni imperijalnih sila Irana, Ruskog i Britanskog Carstva, te lokalnih afganskih dinastija koji su rezultirali podjelom regije.

## Kultura

### Arheološka nalazišta
Izuzevši prapovijesne špilje, među arheološkim nalazištima u pokrajini vrijedi izdvojiti Kohandiška brda i palaču Šadijah koji se nalaze u blizini Nišapura. Istraživanje Kohandiških brda provedeno je između 1935. i 1940. godine od strane američke arheološke ekspedicije prilikom čega su otkriveni brojni artefakti koji su podijeljeni između američkih muzeja i irane vlade Reza-šaha. O nišapurskim keramičkim rukotvorinama izdane su brojne publikacije među kojima se posebno ističu one američkog muzeja Metropolitana. Artefakti iz Kohandiza danas predstavljaju značajan doprinos razumijevanju rane islamske umjetnosti.
Šadijah je od 9. stoljeća do mongolskih razaranja u 13. stoljeću bila značajna palača stare gradske jezgre Nišapura, a među njenim najznamenitijim stanovnicima bio je i plemić Farid al-Din Atar, slavni iranski hagiofraf i sufijski pjesnik čija je grobnica smještena u Šadijahu.
- Jedan od pronađenih kostura, obložen staklenom kutijom
- Zaštitna struktura nad palačom
- Podrumski zatvor
- Pogon za proizvodnju stakla
- Kupaonica i javna dvorana

Arheološka istraživanja Šadijaha i okolnih lokacija započela su 2000. godine.

### Znamenitosti
Osim zaštićenih područja prirode i šijitskih svetišta, posjetitelje u Razavi Horasan privlači i veliki broj kulturnih spomenika koji su uglavnom smješteni u najvećim gradovima pokrajine.
- Portal džamije Goharšad u Mašhadu
- Džamija Masdžid Hijabun u Mašhadu
- Crkva sv. Maštoca u Mašhadu
- Muzej Nadir Šaha u Mašhadu
- Trgovina skupocjenog šafrana u Mašhadu
- Rukotvorine u Torgabu pokraj Mašhada
- Mauzolej Farida al-Din Atara u Nišapuru
- Portal Imamzadi Mahruka u Nišapuru
- Grobnica Kamal al-Molka u Nišapuru
- Grobnica Hajdar Jagme u Nišapuru
- Spomenik Firdusiju u Tusu
- Harunija, sufijsko okupljalište u Tusu
- Grobnica Ahangan iz timuridskog razdoblja
- Sagovi u Šandizu

### Poznate osobe
- Geber (721. – 815.) iz Tusa, kemičar, alkemičar, astronom, astrolog, inženjer, geolog, filozof, fizičar, farmaceut i liječnik
- Firdusi (935. – 1020.) iz Tusa, autor Šahname i jedan od najznačajnijih pjesnika u perzijskoj književnosti
- Abu al-Vafa Buzdžani (940. – 998.) iz Torbat-e Džama, matematičar i astronom
- Omar Hajam (1048. – 1131.) iz Nišapura, matematičar, astronom, liječnik, filozof i pjesnik
- Asadi Tusi (?–1072.) iz Tusa, jedan od najvećih pjesnika perzijske književnosti
- Farid al-Din Atar (1145. – 1221.) iz Nišapura, sufijski pjesnik, farmaceut i hagiofraf
- Nasir al-Din al-Tusi (1201. – 1274.) iz Tusa, astronom, biolog, kemičar, matematičar, filozof, fizičar, liječnik i teolog
- Šaraf al-Din al-Tusi (1213. – 1135.) iz Tusa, matematičar i astronom
- Goharšad (1378. – 1457.), supruga timuridskog vladara Šah Ruha
- Ali Šarijati (1933. – 1977.) iz Sabzevara, sociolog i revolucionar
- Ali Hamenei (1939.–) iz Mašhada, trenutni iranski vrhovni vođa
- M. Bagir Galibaf (1961.–) iz Torgabija pokraj Mašhada, političar i teheranski gradonačelnik

## Gospodarstvo
Razavi Horasan spada među najvažnije pokrajine od vitalnog značaja za iransko gospodarstvo, što je uvjetovano nizom čimbenika: zemljopisni smještaj pokrajine je od visoke strateške važnosti, a Mašhad je drugi po veličini iranski grad kojem je do 2004. godine gravitirala nekad najveća pokrajina Horasan. Također, u Mašhadu se nalazi i važno šijitsko svetište odnosno grobnica Imama Reze koju godišnje posjeti dvadesetak milijuna turista zbog čega se grad smatra vjerskim i kulturnim središtem šijitskog svijeta. Razavi Horasan također je i važno industrijsko središte u kojem se proizvodi cement, hrana, tekstil, drvo, bakar, metali, rukotvorine, sagovi, keramika, itd. Pokrajina i njena šira regija slavni su u svijetu po dragom kamenju (posebno tirkiznom) kao i proizvodnji skupocjenih začina. Naime, u Razavi i Južnom Horasanu nalazi se 70% ukupnih svjetskih polja šafrana od kojih se dobiva istoimeni začin čija cijena skuplja od zlata jednake mase. Prema službenim podacima iz 2004. godine, Razavi Horasan doprinosi gospodarstvu Irana udjelom od 5% ukupnog državnog BDP-a što ga čini četvrtom najznačajnijom pokrajinom (nakon Teheranske, Huzestana i Isfahanske).

## Promet
Pokrajina je sa susjednim državama i ostalim dijelovima Irana prometno povezana nizom brzih cesta, željezničkih koridora i zračnih luka. Tri brze ceste (22, 36 i 44) pružaju se u smjeru istok-zapad, a najvažnija među njima je br. 44 koja preko Semnanske pokrajine spaja Mašhad s glavnim iranskim gradom Teheranom. Ukupne je dužine 860 km i dijelom je tzv. „azijske autoceste” koju se poistovjećuje s drevnim Putom svile. Cesta br. 22 proteže se sjeverom Razavi Horasana odnosno Irana ukupnom dužinom od 1327 km: počinje u gradu Sarahs na turkmenistanskoj granici, a zatim se preko Mašhada nadovezuje na kaspijsko priobalje sve do Ardabilske pokrajine. Karakteristična je po izuzetno raznolikom krajoliku kroz koji se proteže; od planinskih i polupustinjskih područja u Razavi Horasanu, do džungli u Gulistanu. Brza cesta br. 36 proteže se 330 km jugom Razavi Horasana i povezuje grad Bardaskan na zapadu, Torbat-e Hejdariju, Halilabad i Kašmar u središtu pokrajine s Afganistanom na istoku.
U pokrajini postoje i tri sporedne državne ceste koje se pružaju u smjeru sjever-jug (91, 95 i 99) i spajaju Razavi Horasan s južnim iranskim pokrajinama. Polazišna točka ceste br. 91 je grad Kašmar, a dužinom od 1720 km proteže se preko Jazdske i Kermanske pokrajine do obalnog Hormuzgana na krajnjem jugu zemlje. Istočnije od te prometnice prolazi cesta br. 95 koja se dužinom od 1636 km pruža od Mašhada preko pokrajine Južnog Horasana do Sistana i Beludžistana odnosno Omanskog zaljeva na krajnjem jugoistoku zemlje. Državna cesta br. 99 je najistočnija iranska prometnica: proteže se uz afganistansku granicu ukupnom dužinom od 940 km i uglavnom je vojnog karaktera s obzirom na to da služi za opskrbu jedinica u borbi protiv međunarodne trgovine drogom. Značajniji gradovi Razavi Horasana kroz koje prolazi ova prometnica su Sarahs, Torbat-e Džam i Tajbad.
Željeznički koridori u pokrajini se također pružaju u smjeru istok-zapad; prvotno je postojala veza između Mašhada i Teherana, a 1996. godine pruga je produžena na istok do Sarahsa odnosno turkmenistanske granice čime je nekad prometno izolirana središnja Azija spojena s južnom. Trenutačno je u izgradnji i željeznička pruga Mašhad-Jazd koja će Razavi Horasan povezati sa središtem zemlje tj. Jazdskom pokrajinom, te daljnjim grananjem s Bandar Abasom i Perzijskim zaljevom na jugu odnosno Pakistanom i Indijom na istoku. Međunarodna zračna luka nalazi se u Mašhadu, dok postoji i niz regionalnih zračnih luka smještenih uz veće gradove, npr. Sabzevar i Sarahs.

## Stanovništvo
Turbuletna politička povijest šire regije Horasana i strateški smještaj na trgovačkom zemljovidu svijeta uvjetovali su stvaranje široke lepeze etničkih skupina u Razavi Horasanu. Golemu većinu stanovništva pokrajine čine Perzijanci i ostali iranski narodi poput Kurda, Beludža i Lura, no postoji i znatan broj Turaka, Arapa, Židova, Roma i Mongola. Iranski narodi prva su očuvana etnojezična porodica koja je naselila regiju još u drugoj polovici 2. tisućljeća pr. Kr. i činili su apsolutnu većinu stanovništva sve do početka 2. tisućljeća odnosno provala turkijskih i mongolskih plemena, no unatoč smanjenju ukupnog postotka i dan danas čine etničku većinu. Arapska manjina vuče podrijetlo od vojnika iz vremena kalifata koji su bili stacionirani u Nišapuru, priljev turkijskih naroda počinje širenjem Seldžuka u 11. stoljeću, a manja mongolska plemena naseljavaju se prilikom osvajanja Džingis-kana i Timura. Početak druge polovice 2. tisućljeća obilježavaju i provale turkijskih Uzbeka i Turkmena, a kao odgovor na iste iranski safavidski vladari naseljavaju tisuće Kurda kako bi pridonijeli obrani zemlje. Manje zajednice Židova i Roma rezultat su trgovačkih karavana koje su prolazile Putom svile. Šijitski muslimani čine najveću vjersku skupinu u pokrajini, dok u manjine spadaju beludžijske zajednice sunita, te nekoliko stotina zoroastrijanaca i kršćana.
| Statistika (2006.) | Urbano:            | Ruralno:           | Nomadsko:    | Ukupno:          |
| Domaćinstva:       | 999.493 (69,16%)   | 445.384 (30,82%)   | 239 (0,02%)  | 1,445.116 (100%) |
| Stanovništvo:      | 3,811.900 (68,15%) | 1,779.980 (31,83%) | 1199 (0,02%) | 5,593.079 (100%) |

Prema popisu stanovništva iz 2006. godine u pokrajini Razavi Horasan živjelo je 5,593.079 stanovnika raspoređenih na 1,445.116 domaćinstava, postotak urbanog stanovništva iznosio je približno 70%, a dokumentiran je i mali broj od oko 1200 turkijskih nomada. Među ukupno 66 gradova u Razavi Horasanu pet najvećih bili su: sjedište Mašhad (2,427.316), Sabzevar (214.582), Nišapur (208.860), Torbat-e Hejdarije (121.300) i Kučan (101.313).

## Obrazovanje
U Razavi Horasanu djeluje dvadesetak ustanova za više ili visoko obrazovanje:
| - Firdusijevo sveučilište u Mašhadu Arhivirana inačica izvorne stranice od 23. kolovoza 2022. (Wayback Machine) - Medicinsko sveučilište u Mašhadu Arhivirana inačica izvorne stranice od 24. svibnja 2013. (Wayback Machine) - Salmanov institut visokog obrazovanja Arhivirana inačica izvorne stranice od 20. srpnja 2011. (Wayback Machine) - Hajamov institut visokog obrazovanja Arhivirana inačica izvorne stranice od 3. listopada 2012. (Wayback Machine) - Iranski znanstveni centar za obrazovanje, kulturu i istraživanje (mašhadski odjel) Arhivirana inačica izvorne stranice od 5. veljače 2009. (Wayback Machine) - Tehnički fakultet Montazeri u Mašhadu Arhivirana inačica izvorne stranice od 3. svibnja 2011. (Wayback Machine) - Islamsko slobodno sveučilište u Mašhadu Arhivirana inačica izvorne stranice od 23. svibnja 2013. (Wayback Machine) - Medicinsko sveučilište u Sabzevaru Arhivirana inačica izvorne stranice od 22. svibnja 2013. (Wayback Machine) - Sveučilište Tarbiat Moalem u Sabzevaru Arhivirana inačica izvorne stranice od 21. prosinca 2010. (Wayback Machine) - Islamsko slobodno sveučilište u Sabzevaru Arhivirana inačica izvorne stranice od 3. studenoga 2007. (Wayback Machine) - Islamsko slobodno sveučilište u Kučanu Arhivirana inačica izvorne stranice od 26. travnja 2013. (Wayback Machine) | - Sveučilište primijenjenih znanosti u Horasanu Arhivirana inačica izvorne stranice od 16. listopada 2005. (Wayback Machine) - Sveučilište Imama Reze Arhivirana inačica izvorne stranice od 29. siječnja 2013. (Wayback Machine) - Institut visokog obrazovanja u Saddžadu - Institut visokog obrazovanja u Baharu Arhivirana inačica izvorne stranice od 11. listopada 2017. (Wayback Machine) - Medicinsko sveučilište u Gonabadu Arhivirana inačica izvorne stranice od 23. svibnja 2013. (Wayback Machine) - Islamsko slobodno sveučilište u Gonabadu Arhivirana inačica izvorne stranice od 5. ožujka 2018. (Wayback Machine) - Institut visokog obrazovanja Ekbal Lahuri - Islamsko slobodno sveučilište u Nišapuru - Islamsko slobodno sveučilište u Torbat Hidariji - Islamsko slobodno sveučilište u Torbat Džamu - Sveučilište Pajam Nur u Mašhadu |

## Poveznice
- Veliki Horasan
- Južni Horasan
- Sjeverni Horasan